# Andrej Urlep
Andrej Urlep (ur. 19 lipca 1957 w Lublanie) – słoweński koszykarz i trener koszykarski, były trener Śląska Wrocław. 

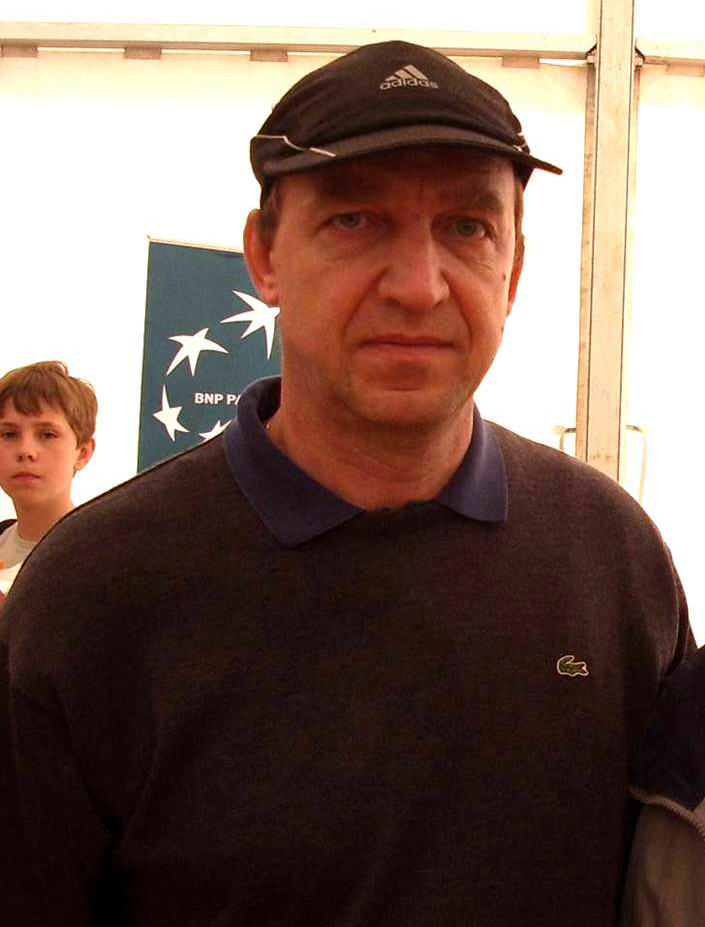
Andrej Urlep (2007)

## Życiorys
12 maja 2006 został nominowany na stanowisko trenera męskiej reprezentacji Polski, po czym wywalczył awans do turnieju finałowego Mistrzostw Europy 2007. Podczas tej imprezy Polska zajęła ostatnie miejsce w swojej grupie (grupa D), przegrywając wszystkie trzy mecze (66:74 z Francją, 52:70 ze Słowenią i 70:79 z Włochami). Po mistrzostwach Urlep przestał trenować kadrę (przejął ją Muli Katzurin). Po ponad rocznym rozbracie z koszykówką w listopadzie 2008 objął zespół z dolnych rejonów PLK – Basket Kwidzyn. 3 grudnia 2009 roku został trenerem Turowa Zgorzelec. 6 grudnia 2011 został trenerem kolejnego zespołu z PLK – AZS Koszalin.
22 grudnia 2017 został trenerem Stelmetu BC Zielona Góra. 28 maja 2018 zrezygnował z prowadzenia drużyny. 11 października 2021 objął po raz kolejny w karierze stanowisko głównego trenera Śląska Wrocław. Zrezygnował ze stanowiska w lutym 2023. 23 sierpnia 2024 objął stanowisko głównego trenera Spójni Stargard. 4 marca klub Spójnia Stargard poinformowała o zawieszeniu współpracy z trenerem Urlepem.

## Osiągnięcia
Drużynowe
- Mistrzostwo Polski (1998, 1999, 2001, 2002, 2003, 2022[8])
- Wicemistrzostwo Polski (2005, 2006)
- Brązowy medal mistrzostw Polski (2007)
- Zdobywca Superpucharu Polski (2000)
- Finalista:
  - Pucharu Polski (2004, 2010)
  - Superpucharu Polski (2001, 2022[9])
- Uczestnik mistrzostw Europy:
  - 1997 – 14 m., 2007 – 13 m.
  - U–22 (1996 – 7 m.)

Indywidualne
- Najlepszy Trener PLK (2001 oficjalnie, 1999, 2002, 2003 według Gazety[10])